# Spaghettieis
Le Spaghettieis est une spécialité allemande de crème glacée qui a l'apparence d'un plat de spaghetti à la sauce tomate. Elle est inventée par Dario Fontanella dans les années 1960 à Mannheim, en Allemagne.

## Préparation
Les spaghettis sont obtenues en passant de grosses boules de glace à la vanille dans un presse-purée. Déposées sur de la crème chantilly afin de faire du volume, les « pâtes » sont ensuite nappées d'un coulis de fraises évoquant la sauce tomate puis saupoudrées de poudre d'amandes, ou de noix de coco ou de chocolat blanc afin d'imiter la texture et la couleur du parmesan râpé.
À noter qu'aujourd'hui, les glaciers ont à leur disposition des machines, conçues pour produire plusieurs autres formats de pâtes telles les lasagnes ou les spaghettis.